# Luís Maximiano
Luís Manuel Arantes Maximiano (Celeirós, 5 de janeiro de 1999) é um futebolista português que atua como goleiro. Atualmente, joga pelo Almería.

## Carreira
Maximiano passou pela formação do SC Braga antes de se transferir para o Sporting CP, em 2012. Representou os leões até agosto de 2021.

### Sporting
Teve uma boa temporada em 2019/20 em que jogou com regularidade no time principal do Sporting CP, não convenceu Rúben Amorim na pré-temporadaa, que lhe detectou ainda alguma inexperiencia em momentos de pressão e dificuldades no jogo com os pés. Pretendia mais experiência para o gol e por isso chegou ao grupo o espanhol Adán, assim pediu pra ser negociado.

### Granada
Em 16 de agosto de 2021 Luís Maximiano se torna jogador do Granada. O goleiro formado no Sporting CP assinou por quatro anos com clube espanhol, a venda de Max gira em torno de 4,5 milhões de euros ao Sporting.
Após duas temporadas no Granada, clube onde fez 3.137 minutos em 35 partidas oficiais, todas como titular, aos 23 anos, transfere-se novamente, desta vez para Itália.

### Lazio
Em 13 de julho de 2022 Luís Maximiano foi oficializado como jogador da SS Lazio. O goleiro deixa os espanhóis do Granada e vai prosseguir a carreira em Itália, o contrato será até 2027, a Lazio não revelou os valores do negócio mas a imprensa italiana informa  que o jogador terria custado 10 milhões de euros ao clube italiano.

## Títulos
Sporting
- Primeira Liga: 2020–21
- Taça da Liga: 2020–21
- Supertaça Cândido de Oliveira: 2021